# Lutzomyia gomezi
Lutzomyia gomezi är en tvåvingeart som först beskrevs av Nitzulescu V. 1931.  Lutzomyia gomezi ingår i släktet Lutzomyia och familjen fjärilsmyggor. Inga underarter finns listade i Catalogue of Life.